# マガーク少年探偵団
『マガーク少年探偵団』（マガークしょうねんたんていだん）はイギリスの作家エドマンド・ウォレス・ヒルディック  (en:Edmund Wallace Hildick)  による児童文学作品のシリーズ。
第一作 "The Nose Knows" （邦題『こちらマガーク探偵団』）の発表は1974年、最終作 "The Case of the Wiggling Wig" は1996年発表。
日本語版は蕗沢忠枝による翻訳であかね書房から刊行された。このマガーク少年探偵団シリーズの翻訳によりあかね書房は1979年度の日本翻訳出版文化賞を受賞している。作画は山口太一。
あかね書房版は一度全て絶版となったが、復刊ドットコムに寄せられたリクエストを受け2003年から全18巻のうち8巻が新装版で復刊された。なおその新装版ではシリーズ名が『マガーク少年探偵団！』と感嘆符が加えられたものになっている。

## 登場人物
ジャック・マガーク  (en:Jack McGurk) 
探偵団の創設者であり団長。10歳。
わがままで他人を強引に動かすタイプ。マガークの自宅の地下室が探偵団の本部となっている。特徴は赤毛とそばかす。団員たちからは姓のほうで呼ばれている。
ジョーイ・ロカウェイ (Joey Rockaway)
探偵団の創設メンバーの一人。
役割は記録係で「記録のジョーイ」とあだ名される。マガークとは古くからの親友同士。眼鏡をかけている。
いわゆるワトソン役をつとめる人物で、本シリーズはジョーイの視点から語られる。
ウィリー・サンドフスキー (Willie Sandowskey)
創設メンバーの一人。
最初の事件の依頼者でもある。大きく、そして非常に鋭敏な鼻の持ち主で「鼻のウィリー」とあだ名される。鼻とともに、目が隠れる程の長い前髪も特徴。
マガークたちの住む町へウィリーが引っ越してきた事がきっかけで探偵団は結成された。
ワンダ・グリーグ (Wanda Greig)
最初の事件を調査中に加入したメンバー。
木登りが上手な、とてもおてんばな少女。特徴は金髪。
兄がいて、"The Great Rabbit Robbery" （邦題『スーパースターをすくえ』）で依頼人として登場する。
ブレインズ・ベリンガム (Brains Bellingham)
後に加入したメンバー。
"The Case of the Invisible Dog" （邦題『見えない犬のなぞ』）で初登場し、この時の事件を起こした張本人でもある。
マガークたちより1歳年下だが科学知識が豊富な切れ者で「頭脳のブレインズ」とあだ名される。「ブレインズ」自体もあだ名で、本名はジェラルド。特徴は眼鏡といがぐり頭。
マリ・ヨシムラ (Mari Yoshemura)
後に加入したメンバー。
"The Case of the Vanishing Ventriloquist" （邦題『ゆうかい犯 VS 空手少女』）で初登場した日本人少女。空手をたしなむ。ワンダのペンフレンドだった。
声色を使いこなしたり腹話術が得意など、探偵団内では「声のエキスパート」と言われている。

## 作品リスト
24作品中6作品は翻訳されておらず公式な邦題がない。以下、邦題のある作品は原題 / 邦題のかたちで、邦題のない作品は原題のみで記載する。
1. The Nose Knows / こちらマガーク探偵団（1974年発表、1978年日本語版刊行）
2. Dolls in Danger / あやうしマガーク探偵団（1974年発表、1978年日本語版刊行）
3. The Case of the Condemned Cat / あのネコは犯人か?（1975年発表、1978年日本語版刊行）
4. The Menaced Midget（1975年発表）
5. The Case of the Nervous Newsboy / 消えた新聞少年（1976年発表、1978年日本語版刊行）
6. The Great Rabbit Robbery / スーパースターをすくえ（1976年発表、1979年日本語版刊行）
7. The Case of the Invisible Dog / 見えない犬のなぞ（1977年発表、1979年日本語版刊行）
8. The Case of the Secret Scribbler / あやしい手紙（1978年発表、1979年日本語版刊行）
9. The Case of the Phantom Frog / まぼろしのカエル（1979年発表、1980年日本語版刊行）
10. The Case of the Treetop Treasure / 木の上のたからもの（1980年発表、1980年日本語版刊行）
11. The Case of the Snowbound Spy / 雪の中のスパイ（1980年発表、1981年日本語版刊行）
12. The Case of the Bashful Bank Robber / 銀行強盗をつかまえろ（1981年発表、1982年日本語版刊行）
13. The Case of the Four Flying Fingers / マガーク対魔女（1981年発表、1983年日本語版刊行）
14. The Case of The Felon's Fiddle / ぬすまれた宝石のなぞ（1982年発表、1984年日本語版刊行）
15. The McGurk Gets Good and Mad（1982年発表）
16. The Case of the Slingshot Sniper / 悪魔 VS マガーク + 数学の天才（1983年発表、1985年日本語版刊行）
17. The Case of the Vanishing Ventriloquist / ゆうかい犯 VS 空手少女（1985年発表、1986年日本語版刊行）
18. The Case of the Muttering Mummy / ミイラのつぶやき（1986年発表、1987年日本語版刊行）
19. The Case of the Wandering Weathervanes（1988年発表）
20. The Case of the Purloined Parrot / オウムどろぼう事件（1990年発表、1990年日本語版刊行）
21. The Case of the Desperate Drummer / 作戦名はマガークザウルス（1993年発表、1995年日本語版刊行）
22. The Case of the Fantastic Footprints（1994年発表）
23. The Case of the Absent Author（1995年発表）
24. The Case of the Wiggling Wig（1996年発表）

このほかに "The Case of the Dragon in Distress" （1991年発表）と "The Case of Weeping Witch" （1992年発表）という作品があるが、登場人物や背景は共通するもののファンタジックな要素を含んだ作品になっている。一般に英語圏ではこれらを区別する場合、この2作品のみを "McGurk Fantasy" 、他の24作品を "McGurk Mystery" として呼び分ける。